# Плумильо
Плумильо́ (фр. Ploumilliau, брет. Plouilio) — коммуна во Франции, находится в регионе Бретань. Департамент — Кот-д’Армор. Входит в состав кантона Плестен-ле-Грев. Округ коммуны — Ланьон.
Код INSEE коммуны — 22226.

## География
Коммуна расположена приблизительно в 440 км к западу от Парижа, в 150 км северо-западнее Ренна, в 60 км к западу от Сен-Бриё.

## Население
Население коммуны на 2016 год составляло 2 487 человек.
| 1962 | 1968 | 1975 | 1982 | 1990 | 1999 | 2008 | 2016 |
| ---- | ---- | ---- | ---- | ---- | ---- | ---- | ---- |
| 1772 | 1735 | 1865 | 2100 | 2223 | 2175 | 2534 | 2487 |

## Администрация
| Период | Период | Фамилия       | Партия                  | Примечания |
| ------ | ------ | ------------- | ----------------------- | ---------- |
| 1953   | 1959   | Жан Лашатер   |                         |            |
| 1959   | 2000   | Андре Кресвёр |                         |            |
| 2000   | 2001   | Мишель Керне  |                         |            |
| 2001   | 2008   | Дениз Гранжан |                         |            |
| 2008   |        | Марсель Пра   | Социалистическая партия |            |

## Экономика
В 2007 году среди 1495 человек в трудоспособном возрасте (15—64 лет) 1022 были экономически активными, 473 — неактивными (показатель активности — 68,4 %, в 1999 году было 68,4 %). Из 1022 активных работали 936 человек (492 мужчины и 444 женщины), безработных было 86 (37 мужчин и 49 женщин). Среди 473 неактивных 109 человек были учениками или студентами, 231 — пенсионерами, 133 были неактивными по другим причинам.

## Достопримечательности
- Церковь Сен-Мильо (XV век). Исторический памятник с 1921 года[3]
- Церковь Нотр-Дам (XV век). Исторический памятник с 1935 года[4]
- Часовня Сен-Кадо (XVIII век). Исторический памятник с 1926 года[5]
- Усадьба Ланаколь (1757 год). Исторический памятник с 2004 года[6]
- Придорожный крест (XVII век). Исторический памятник с 1927 года[7]
- Распятие на кладбище (XVIII век). Исторический памятник с 1925 года[8]

## Фотогалерея
- Церковь Сен-Мильо
- Церковь Нотр-Дам
- Часовня Сен-Кадо
- Распятие на кладбище